# Рів (притока Стиру)
Рів — річка в Україні, в межах Володимирецького району Рівненської області. Права притока Стиру (басейн Прип'яті). 

## Опис
Довжина 14 км. Річка типово рівнинна. Долина широка і неглибока, частково заліснена, місцями заболочена. Річище слабозвивисте, на значній протяжності каналізоване і випрямлене.

## Розташування
Рів бере початок біля південної частини села Кошмаки, на схід від смт Рафалівка. Тече в межах  Поліської низовини на північний захід. Впадає до Стиру неподалік від південної околиці села Сопачів. 
Над річкою розташовані села: Кошмаки, Лозки, Суховоля і Чудля.